# Red Earth Creek
Red Earth Creek est un hameau (hamlet) de Opportunity No 17, situé dans la province canadienne d'Alberta.
La Première Nation de Loon River y tient par ailleurs son centre administratif.

## Démographie
En tant que localité désignée dans le recensement de 2011, Red Earth Creek a une population de 337 habitants dans 135 de ses 214 logements, soit une variation de 26.2% par rapport à la population de 2006. Avec une superficie de 38,679 9 km2, le hameau possède une densité de population de 8,712 5 hab/km2 en 2011.
Concernant le recensement de 2006, Red Earth Creek abritait 267 habitants dans 100 de ses 257 logements. Avec une superficie de 38,679 9 km2, le hameau possédait une densité de population de 6,9 hab/km2 en 2006.